# Dragana Stanković
Pour les articles homonymes, voir Stanković.
Dragana Stanković, née le 18 janvier 1995 à Ljubovija, est une joueuse de basket-ball serbe.
Elle remporte avec l'équipe de Serbie de basket-ball féminin la médaille de bronze aux Jeux olympiques d'été de 2016 ainsi qu'au Championnat d'Europe 2019 .